# Seznam českých katolických kněží a řeholníků perzekvovaných nacistickým režimem
Katolická církev prošla perzekucí jak za nacismu, tak komunismu. V obou obdobích se samozřejmě našly také případy duchovních, kteří kolaborovali. Nacismus již v roce 1937 odsoudil encyklikou Mit brennender Sorge papež Pius XI. Přehled perzekvovaných duchovních za nacistické éry se pokusil v obsáhlé knize "A kdo vás zabije ..." podat již v roce 1946 český kněz, P. Bedřich Hofmann. Níže uvedený seznam zahrnuje české katolické kněze a řeholníky, kteří byli nacismem pronásledováni, není však zcela kompletní.

## Seznam perzekvovaných katolických kněží a řeholníků

### A
- Josef Absolon, kněz olomoucké arcidiecéze, v letech 1941–1945 vězněn
- Jan Absolon, kněz olomoucké arcidiecéze, vězněn 1938 (zabrané Sudety), mladší bratr Josefa Absolona
- Josef Adamecki, zatčen 16. dubna 1943 a zavražděn 26. května 1944 v Osvětimi.
- Sebastian Aigner, karlovarský redemptorista. Byl vězněn v káznici.
- Robert Albrecht. Jezuita německé národnosti, scholastik 3. ročníku. Poprava byla vykonána 17. září 1942 v Berlíně-Brandenburgu
- Eduard Allebrod. Kněz německé národnosti, pallotin v Kunštátu u Orlického Záhoří. Na svobodu propuštěn z Dachau 4. dubna 1945
- Josef Aranauskas, jezuita-bohoslovec litevské národnosti. Internován v lednu 1944, v Zásmukách a v Terezíně
- Josef August, kněz německé národnosti. Administrátor v Řehlovicích (d. Litoměřická) vězněn v Dachau do 4. dubna 1945

### B
- Josef Baránek, kněz a katecheta ve Valašských Kloboukách, zemřel 7. července 1941 na infarkt po návratu z výslechu na gestapu
- Vojtěch Bartoš, SJ, jezuita působící v Praze u sv. Ignáce na Karlově náměstí, v letech 1944–1945 vězněn
- Gilbert Jan Bednář, O.Praem., novoříšský premonstrát, v letech 1942–1945 vězněn
- Josef Beneš, kněz, katecheta na gymnáziu v Jičíně, vězněn v Dachau
- ThDr. Josef Beran, rektor kněžského semináře v Praze, pozdější arcibiskup pražský a kardinál, v letech 1942–1945 vězněn
- Maxmilián Beran, kněz a katecheta v Praze, vyvezen z Dachau na smrt transportem invalidů
- Antonín Blažek, SJ, scholastik jezuitského řádu, v letech 1944–1945 vězněn, po roce 1948 perzekvován i komunisty
- Engelbert Blöchl, O.Cist., vyšebrodský cisterciák rakouského původu, kaplan v Přídolí, zemřel v Dachau
- Antonín Bořek-Dohalský, kanovník, zemřel v Osvětimi
- Aleš Bouz, OP, zatčen v roce 1942, dne 3. dubna 1943 ubit v Osvětimi
- Evermod Karel Burda, O.Praem., želivský premonstrát, v letech 1943-1945 na nucených pracích v Německu

### C
- Mons. Jan Cais, kapitulní vikář českobudějovické diecéze, v letech 1944-1945 vězněn
- Josef Cukr, SJ, jezuita, v letech 1944–1945 vězněn v Terezíně a v Praze na Pankráci

### Č
- Alois Čáp, kněz olomoucké arcidiecéze, v letech 1939–1945 vězněn
- Jiří Čech, bohoslovec, v letech 1944–1945 vězněn za urážku Hitlera
- Vladimír Čermák, kněz olomoucké arcidiecéze, farář ve Vlachovicích, zemřel v Dachau
- František Černý, kněz olomoucké arcidiecéze, v letech 1939–1945 vězněn
- Jan Černý, probošt katedrální kapituly v Hradci Králové, v roce 1941 zatčen, 11. února 1944 zemřel na následky věznění
- František Antonín Červenka, OSB, rajhradský benediktin, vězněn v Praze na Pankráci, zemřel na následky mučení 20. listopadu 1944
- Jan Číhal, kněz brněnské diecéze, kaplan v Bučovicích, zemřel v Osvětimi
- Polykarp Čížek, OH, Milosrdný bratr, vězněn od roku 1941

### D
- Bernard Václav David, O.Praem., želivský premonstrát, zemřel v Terezíně
- Ignác Dragoun, kněz olomoucké arcidiecéze, farář v Prostějově, v letech 1939-1941 vězněn v Buchenwaldu
- Karel Dřímal, kněz olomoucké arcidiecéze, farář v Bludově, zemřel v Terezíně
- Rudolf Dušek, SJ, v době zatčení scholastik jezuitského řádu, v letech 1944-1945 vězněn v Terezíně, po roce 1948 vězněn též komunisty

### F
- Ignác Karel Fanfrdla, brněnský augustinián, Dachau
- Vavřinec Miloslav Filip, OSB, emauzský benediktin, zemřel v Dachau
- Eduard Fischer, kněz pražské arcidiecéze, arciděkan ve Falknově nad Ohří, v letech 1943–1945 vězněn
- Alois Frait (uváděn častěji jako Frajt), kněz litoměřické diecéze, farář v městě Terezíně, v letech 1940–1945 vězněn
- Robert Franze, kněz litoměřické diecéze, v letech 1941–1942 vězněn

### G
- Antonín Gebert, kanovník, zemřel v Dachau
- Emil Gehr, kněz olomoucké arcidiecéze, vězněn v Dachau, osvobozen Američany z pochodu smrti 3. května 1945
- Josef Glogar, kněz olomoucké arcidiecéze, dómský vikář v Olomouci, v letech 1939–1945 vězněn

### H
- František Hadamčík, v letech 1938-1939 několikrát uvězněn a opět propuštěn, podroben brutálním výslechům
- dr. Josef Hájek, kaplan v Praze na Smíchově, zemřel v Dachau
- Emanuel Hanuš, Podplukovník duchovní služby ve výslužbě, vyvezen z Dachau na smrt transportem invalidů
- Josef Hejl, kněz českobudějovické diecéze, v letech 1943–1945 vězněn
- Marcel Higi, OSB, emauzský benediktin, zemřel v Terezíně
- Bedřich Hofmann, kněz olomoucké arcidiecéze, farář v Horní Bečvě, v letech 1940–1945 vězněn
- Alois Homola, kněz královéhradecké diecéze, vězněn v Dachau pro odepření vojenské služby v nacistické armádě
- ThDr. Josef Holubníček, vězněn v Dachau
- Josef Horký, kněz litoměřické diecéze, farář v Třebenicích, zemřel v Dachau na naočkovanou malárii
- Karel Horký, O.Melit., Maltézský rytíř, farář u Panny Marie Vítězné v Praze na Malé Straně, v letech 1942–1945 vězněn
- dr. Norbert František Hrachovský, O.Praem., novoříšský premonstrát, zemřel v Osvětimi po aplikování injekce s fenolem
- Benedikt František Hronek, OP, dominikán, zemřel v Terezíně
- Rudolf Hubert, kněz litoměřické diecéze, farář v Kryrech u Podbořan, zatčen pro pobuřování proti nacismu, od roku 1944 vězněn v Dachau, 3. května 1945 osvobozen americkou armádou z pochodu smrti
- Josef Hulva, farář v Lipníku nad Bečvou, vězněn v Buchenwaldu

### Ch
- Ferdinand Chýlek, kněz olomoucké arcidiecéze, zemřel v Buchenwaldu

### J
- Albert Jadrníček, kněz olomoucké arcidiecéze, farář v Hulíně, v letech 1944-1945 vězněn
- Tecellin Josef Jaksch, O.Cist., český cisterciák rakouského původu, opat ve Vyšším Brodě, v r. 1939 půl roku vězněn, pak do r. 1945 v internaci
- Fulgenc Florián Jančík, augustinian Brno, V roce 1943 byl zatčen gestapem a odsouzen na 18 měsíců do vězení, protože věděl o ukrývání zbraní a také poslouchal zahraniční rozhlas.
- Josef Ježek, děkan v Říčanech u Prahy, v letech 1943–1945 vězněn
- Josef Jílek, kněz českobudějovické diecéze, od roku 1943 vězněn za odbojovou činnost, v dubnu roku 1945 popraven

### K
- Adolf Kajpr, SJ, jezuita, v letech 1941–1945 vězněn
- Marian Kalynec, OSBM, kněz basiliánskéno řádu, ředitel řeckokatolického kněžského semináře v Olomouci, nějaký čas vězněn, krátce po propuštění zemřel na následky věznění
- Josef Klouček, arciděkan na Kladně, v roce 1939 krátce vězněn, po válce se podílel na zřízení památníku Lidic
- Emanuel Kohout, kněz pražské arcidiecéze, farář v Lobkovicích u Neratovic, zatčen gestapem, zemřel na následky mučení
- Alois Koláček, SJ, jezuita, v letech 1940–1945 vězněn
- František Konáš, kněz pražské arcidiecéze, farář v Hobšovicích, v letech 1942–1945 vězněn
- Josef Kos, kněz pražské arcidiecéze, administrátor v Kolíně, zemřel v Dachau na nákazu skvrnitým tyfem (nakazil se při ošetřování spoluvězňů)
- Václav Kostiha, kněz brněnské diecéze, v roce 1942 popraven za ukrývání parašutisty Oldřicha Pechala
- Jaroslav Kouřil, kněz olomoucké arcidiecéze, v letech 1939–1945 vězněn
- Benedikt Bohumil Kovařík, OSB, emauzský benediktin, v letech 1941–1945 vězněn
- Karel Kratina, kněz pražské arcidiecéze, katecheta, popraven gilotinou na Pankraci v Praze 15. února 1945
- Kvirin Josef Kratochvíl, O.Praem., želivský premonstrát, v únoru 1945 zatčen a vězněn v Terezíně, zde zemřel 10. května 1945 na následky předchozích útrap
- Adauktus Josef Krebs, CFSsS, generální představený kongregace Petrínů, zemřel v Dachau
- Metoděj Kubáň, generální vikář československé branné moci, zemřel v Dachau
- František Kučera, SJ, jezuitský scholastik, od r. 1944 vězněn v Praze na Pankráci a v Terezíně, v roce 1945 osvobozen, krátce poté vysvěcen na kněze
- Oldřich Kučera, farář v Trhové Kamenici, umučen na své faře 8. května 1945 ustupujícími nacistickými vojáky, jeho tělo bylo po smrti zohaveno
- Josef Kusin, OFMCap., kněz kapucínského řádu, v letech 1943–1945 vězněn
- Patrik Kužela, OP, jáhen dominikánského řádu, zemřel v Osvětimi
- František Kvapil , kněz olomoucké arcidiecéze, farář v Nezamyslicích u Přerova a děkan, roku 1942 popraven v Kounicových kolejích v Brně

### L
- Svatopluk Láb, bohoslovec pražské arcidiecéze, v letech 1943–1945 vězněn postupně v Praze, Terezíně a Dachau
- Antonín Lacina, O.Praem., provizor kláštera v Praze na Strahově, zemřel v Dachau
- Augustin Lang, kněz litoměřické diecéze, kritizoval nacistický režim, a 30. května 1941 byl v důsledku toho zavražděn
- Bohumil Liber, kněz olomoucké arcidiecéze, bývalý salesián, zahynul na nucených pracích v Německu či Norsku
- Jan Nepomuk Stanislav Lochman, kněz olomoucké arcidiecéze, v roce 1939 krátce vězněn

### M
- Augustin Antonín Machalka, O.Praem., provizor kláštera v Nové Říši na Moravě, v letech 1942–1945 vězněn
- ThDr. Jan Martinů, generální vikář olomoucké arcidiecéze, zemřel v roce 1940, krátce po propuštění z koncentračního tábora na následky věznění
- ThDr. Jan Merell, profesor bohoslovecké fakulty, v letech 1943–1945 vězněn
- ThDr. Metoděj Jaroslav Mičola, SDS, salvatorián, 3. července 1942 popraven v Kounicových kolejích v Brně
- Petr Karel Miketta, OP, dominikán, internován v Zásmukách u Prahy
- Leopold Muris, SDB, v letech 1941-1945 vězněn v Dachau, 3. května 1945 osvobozen americkou armádou z pochodu smrti
- František Münster, kněz pražské arcidiecéze, kaplan ve Velvarech, zatčen za to, že na Velký pátek nevypustil z liturgických textů modlitbu za Židy, vězněn pak až do konce války v Dachau

### N
- Jan Nedbálek , kněz olomoucké arcidiecéze, farář v Kateřinkách u Opavy, v letech 1943–1945 vězněn
- dr. František Němec, SJ, jezuita, profesor filosofie, v letech 1940–1945 vězněn
- Jan Němec, kněz českobudějovické diecéze, administrátor v Kvašňovicích, v letech 1943–1945 vězněn
- Josef Němec, kněz brněnské diecéze, farář ve Velké Bíteši, v letech 1943-1945 vězněn
- Siard František Nevrkla, O.Praem., novoříšský premonstrát, ubit v pobočním táboře Osvětimi
- Vojtěch Ivan Novák, OSB, emauzský benediktin, novic, zastřelen v koncentračním táboře v Oranienburgu
- Vavřinec Novotný, O.Praem., převor kláštera v Nové Říši na Moravě, zemřel v pobočním táboře Osvětimi
- Engelbert Matěj Nožina, OH, člen řádu Milosrdných bratří, zemřel v Dachau

### O
- Alois Olšovský, farář v Ostravě-Vítkovicích, v roce 1939 krátce vězněn
- Antonín Olšovský, farář v Chlebovicích, krátce vězněn na přelomu let 1941/1942
- Henryk Olszak, farář v Třinci, v roce 1939, dne 1. dubna 1940 zemřel na následky celkového vyčerpání při otrocké práci v kamenolomu v Mauthausenu
- Václav Otáhal, kněz olomoucké arcidiecéze, kaplan v Drahotuších, zemřel v Dachau

### P
- František Pánek, kněz pražské arcidiecéze, katecheta ve Velvarech, zemřel v Dachau 14. ledna 1941
- Josef Pašek, kněz českobudějovické diecéze, vyvezen z Dachau na smrt transportem invalidů
- Mons. Jan Pauly, kněz pražské arcidiecéze, arciděkan v Praze na Smíchově, zemřel v internaci v Zásmukách
- Ladislav Pecháč, kněz pražské arcidiecéze, kaplan u sv. Ludmily v Praze na Vinohradech, v letech 1943–1945 vězněn
- Jan Nepomuk Václav Pikl, O.Praem., želivský premonstrát, počátkem roku 1945 krátce vězněn
- Josef Pikora, kněz pražské arcidiecéze, kaplan v Roudnici nad Labem, v letech 1943–1945 vězněn v Buchenwaldu a Dachau za finanční podporování odboje a šíření "nelegálních tiskovin"
- Josef Plojhar, kněz českobudějovické diecéze, kaplan v Rudolfově, v letech 1939–1945 vězněn v Buchenwaldu a Dachau
- Ferdinand Pokorný, kněz olomoucké arcidiecéze, katecheta v Bzenci, v letech 1941–1945 vězněn
- Anselm Leo Polák, OT, zemřel 17. října 1942 v koncentračním táboře Jasenovac v Chorvatsku
- Jaroslav Popelka, SJ, jezuita, v letech 1944–1945 vězněn v Terezíně
- Jan Pour, kněz českobudějovické diecéze, v letech 1942–1945 vězněn
- Jan Procházka, kněz královéhradecké diecéze, zemřel ve věznici v Bruchsale v Německu
- Ferdinand Prokop, kněz a katecheta v Praze, vyvezen z Dachau na smrt transportem invalidů
- Josef Průša, kněz českobudějovické diecéze, farář v Předslavi, v letech 1940–1945 vězněn

### R
- Štěpán Jakub Rajda, O.Praem., novoříšský premonstrát, v letech 1942–1945 vězněn

### S
- Florián Salga, OH, člen řádu milosrdných bratří, zemřel v koncentračním táboře ve Flossenbürgu
- Josef Sáňka, kněz pražské arcidiecéze, v letech 1942–1945 vězněn
- Vilém Schlössinger, OP, zemřel v roce 1941 na následky předchozího věznění
- Augustin Schubert, OSA, převor kláštera u sv. Tomáše v Praze na Malé Straně, zemřel v Dachau na tuberkulózu
- Ladislav Sirový, O.Crucig., kněz řádu Křižovníků s červenou hvězdou, v letech 1944–1945 vězněn
- Pavel Jan Souček, O.Praem., opat kláštera v Nové Říši na Moravě, zemřel v Osvětimi
- Václav Soukup, kněz pražské arcidiecéze, v letech 1943–1945 vězněn v Terezíně a Dachau
- Gracián Spáčil, OH, člen řádu milosrdných bratří, zemřel v koncentračním táboře ve Stutthofu
- Antonín Spurný, OFM, kvardián františkánského kláštera v Jindřichově Hradci, v letech 1939–1945 vězněn
- Mons. ThDr. Otto Lev Stanovský, kanovník, v l. 1942–1945 vězněn v Plötzensee
- Mons. Bohumil Stašek, kanovník, v letech 1939–1945 vězněn
- Alois Stratil, kněz olomoucké arcidiecéze, v letech 1939–1945 vězněn
- Zikmund Sudík, O.Praem., strahovský premonstrát, farář v Úhonicích, v letech 1940–1945 vězněn

### Š
- Alois Šebela kněz olomoucké arcidiecéze, čestný kanovník, vikář, ředitel Unity, vlastenecký kněz, umučen v koncentračním táboře v Osvětimi 12.2.1942
- Josef Šebela SVD, kněz kongregace Verbistů, v letech 1943–1945 vězněn
- Mikuláš Šindelář, kněz olomoucké arcidiecéze, v letech 1943–1945 vězněn
- Tomáš Šlégr, kněz českobudějovické diecéze, katecheta v Blovicích, blíže neurčenou dobu vězněn
- Josef Štemberka, kněz pražské arcidiecéze, farář v Lidicích, popraven spolu se svými farníky
- František Štverák, kněz pražské arcidiecéze, farář ve Chvalech u Prahy, v roce 1939 a následně 1940–1945 vězněn
- Celestin Václav Šulc, OH, převor pražského konventu řádu Milosrdných bratří, v letech 1941–1945 vězněn v Praze a v Dachau
- pplk. Gustav Šuman, podplukovník duchovní služby ve výslužbě, v blíže neurčené době vězněn v Praze na Pankráci
- ThDr. Jaroslav Šumšal, vícesuperior kněžského semináře v Olomouci, v roce 1942 uvězněn v Osvětimi, kde byl 4. prosince téhož roku umlácen
- Josef Šumšal kněz olomoucké arcidiecéze, katecheta v Olomoucí, zemřel v Dachau
- Benedikt Antonín Švanda, OSA, augustinián na Starém Brně a duchovní správce v Brně-Lískovci, vězněn v Dachau za odbojovou činnost
- Xaver Švanda, O.Cist., kněz, vyšebrodský cisterciák, internován v Zásmukách
- ThDr. Otakar Švec, kanovník, v letech 1942–1945 vězněn

### T
- Josef Taska, farář v Loukách nad Olší, v letech 1939-1940 vězněn
- Adolf Tesař, kněz brněnské diecéze, farář v Ivančicích, popraven v červnu 1942 v Brně v Kounicových kolejích
- ThDr.Štěpán Trochta, SDB, pozdější kardinál a litoměřický biskup, v letech 1942–1945 vězněn postupně v Praze, Terezíně a Mauthausenu
- Heřman Josef Tyl, O.Praem., novoříšský premonstrát, v letech 1942–1945 vězněn postupně v Osvětimi a Buchenwaldu
- Mons. Alois Tylínek, děkan v Praze-Nuslích, v letech 1940–1945 vězněn

### U
- Jan Urban, kněz českobudějovické diecéze, farář v Kunžaku, vězněn
- Wilhelm Urbasek, OSB, broumovský benediktin, kaplan v Meziměstí v královéhradecké diecézi, v letech 1942–1945 vězněn

### V
- František Bernard Vaněk, děkan v Pelhřimově, zemřel v Dachau
- Augustin Velísek, kněz olomoucké arcidiecéze, v letech 1943–1945 vězněn
- Metoděj Vitula, O.Praem., novoříšský premonstrát - novic, v letech 1942-1943 vězněn v Kounicových kolejích v Brně
- Karel Vlček, SJ, jezuitský scholastik, v letech 1944-1945 vězněn
- František Vlk, SJ, jezuita, popraven v roce 1943
- Václav Volánek, kněz královéhradecké diecéze, bývalý farář v Týništi nad Orlicí, zemřel v Dachau
- František Voneš, kněz brněnské diecéze, v roce 1942 popraven za ukrývání parašutisty Oldřicha Pechala
- František Vošta, děkan v Opařanech, vyvezen z Dachau na smrt transportem invalidů
- Alois Vraník, vězněn v Dachau za "provinění proti Wehrmachtu"
- Arnošt Vykoukal, OSB, opat benediktinského kláštera v Praze na Slovanech, zemřel v Dachau
- Antonín Vysloužil, zavražděn v prosinci 1945 někdejšími nacistickými kolaboranty, kteří se obávali, že proti nim bude svědčit u soudu

### W
- Josef Wallouschek, kněz brněnské diecéze (od roku 1951 člen řádu Milosrdných bratří), farář v Hustopečích u Brna, v letech 1941–1945 vězněn
- Karel Weiss, O.Crucig., křížovník s červenou hvězdou, administrátor v Tachově, v letech 1942-1945 vězněn v Dachau
- Placidus Josef Wenzel, OSB, emauzský benediktin, v letech 1941–1945 vězněn

### Z
- Zikmund Záběhlický, O.Praem., novoříšský premonstrát, zemřel v Osvětimi
- Alfons Otakar Zadražil, OSA, augustinián na Starém Brně, 22. února 1945 popraven v Praze
- Jaroslav Zámečník, kaplan pražské arcidiecéze, u Nejsvětějšího Srdce Páně v Praze na Vinohradech, zemřel 1942 v Dachau na naočkovanou flegmónu
- Stanislav Zela, v roce 1939 krátce vězněn, poté až do konce války sledován a šikanován gestapem
- Antonín Zgarbík, SJ, jezuita, v letech 1944–1945 vězněn v Terezíně
- Karel Zháněl, Major duchovní služby, v letech 1942–1945 vězněn
- Bohumil Zlámal, kněz olomoucké arcidiecéze, kaplan u sv. Mořice v Olomouci, v letech 1939–1945 vězněn
- Josef Zvěřina, kněz pražské arcidiecéze, administrátor farnosti u sv. Mikuláše v Praze na Malé Straně, v letech 1942–1943 internován v Zásmukách u Prahy

## Jiné formy perzekuce
Kromě věznění, mučení či poprav existovaly i jiné formy pronásledování a perzekuce duchovenstva. Řada bohoslovců prošla během nacistické okupace nuceným nasazením (např. Josef Stejskal, pozdější významný kněz v litoměřické diecézi a kanovník, či Jan Bula, který se později za komunismu stal obětí justiční vraždy v souvislosti s "Případem Babice"). Dále je možno zmínit oseckého cisterciáka Zikmunda Jana Kapice, nuceně v roce 1939 vystěhovaného ze severních Čech na Příbramsko poté, co v jeho původním působišti (farnost Vtelno u Mostu) jej chtěli místní henleinovci zabít.